# Родригес, Энтони
Энтони Родригес (фр. Anthony Rodriguez; род. 4 ноября 1979, Орлеан) — французский дзюдоист, чемпион и призёр чемпионатов Франции, серебряный призёр чемпионата мира, участник летней Олимпиады 2008 года в Пекине.

## Карьера
Выступал в полусредней (до 81 кг) весовой категории. Чемпион (2003 год) и трижды — бронзовый призёр чемпионатов страны (1999, 2001 и 2007 годы). В 2007 году стал вторым на чемпионате мира.
На летней Олимпиаде 2008 года в Пекине в первой же схватке уступил кубинцу Оскару Карденасу и выбыл из дальнейшей борьбы, став в итоговом протоколе 21-м.